# کریستوفر لارکین (هنرپیشه)
کریستوفر لارکین (انگلیسی: Christopher Larkin؛ زادهٔ ۲ اکتبر ۱۹۸۷) یک هنرپیشه اهل ایالات متحده آمریکا است. وی از سال ۲۰۰۱ میلادی تاکنون مشغول فعالیت بوده‌است.
او در فیلم غریبه‌ها با آبنبات و همچنین مجموعه تلویزیونی ۱۰۰ بازی کرده‌است.